# Pogona henrylawsoni
Pogona henrylawsoni es un lagarto de la familia Agamidae conocido comúnmente como "Dragon de Lawson" (Lawson's dragon).
Es morfológicamente muy similar a la Pogona vitticeps diferenciándose por tener una cabeza más achatada, menos espinas y un tamaño sensiblemente menor que alcanzando los 25 cm., diferenciándose además de la Pogona vitticeps por no tener gusto por escalar.
Se la puede encontrar en el Centro y oeste de Queensland, desde Gregory Downs a Longreach y Aramac.
La descripción oficial de la especie se publicó en 1985.

P. henrylawsoni es un animal muy sociable (según algunos criadores, todavía más que la Pogona vitticeps), lo que combinado con sus menores dimensiones ha hecho que el número de estos reptiles en cautiverio vaya en aumento.